# Campeonato Mundial de Atletismo de 2019 - Salto em distância feminino
A competição do salto em distância feminino no Campeonato Mundial de Atletismo de 2019 foi realizada no Estádio Internacional Khalifa, em Doha, no Catar, nos dias 5 e 6 de outubro.

## Recordes
Antes da competição, os recordes eram os seguintes: 
| Recorde mundial                               | Galina Chistyakova (URS)   | 7.52 | São Petersburgo, União Soviética | 11 de junho de 1988   |
| Recorde do campeonato                         | Jackie Joyner-Kersee (USA) | 7.36 | Roma, Itália                     | 4 de setembro de 1987 |
| Melhor marca do ano                           | Malaika Mihambo (GER)      | 7.16 | Berlim, Alemanha                 | 4 de agosto de 2019   |
| Recorde africano                              | Chioma Ajunwa (NGR)        | 7.12 | Atlanta, Estados Unidos          | 2 de agosto de 1996   |
| Recorde asiático                              | Yao Weili (CHN)            | 7.01 | Jinan, China                     | 5 de junho de 1993    |
| Recorde da América do Norte, Central e Caribe | Jackie Joyner-Kersee (USA) | 7.49 | Nova York, Estados Unidos        | 22 de maio de 1994    |
| Recorde da América do Norte, Central e Caribe | Jackie Joyner-Kersee (USA) | 7.49 | Sestriere, Itália                | 31 de julho de 1994   |
| Recorde sul-americano                         | Maurren Higa Maggi (BRA)   | 7.26 | Bogotá, Colômbia                 | 26 de junho de 1999   |
| Recorde europeu                               | Galina Chistyakova (URS)   | 7.52 | São Petersburgo, União Soviética | 11 de junho de 1988   |
| Recorde da Oceania                            | Brooke Stratton (AUS)      | 7.05 | Perth, Austrália                 | 12 de março de 2016   |

Os seguintes recordes mundiais ou olímpicos foram estabelecidos durante esta competição:
| Data         | Evento | Atleta                | Distância | Notas               |
| ------------ | ------ | --------------------- | --------- | ------------------- |
| 6 de outubro | Final  | Malaika Mihambo (GER) | 7.30      | Melhor marca do ano |

## Medalhistas
| Ouro                  | Prata                       | Bronze          |
| Malaika Mihambo (GER) | Maryna Bekh-Romanchuk (UKR) | Ese Brume (NGR) |

## Tempo de qualificação
| Tempo de qualificação |
| --------------------- |
| 6.72 m                |

## Calendário
| Data                 | Horário | Fase         |
| -------------------- | ------- | ------------ |
| 5 de outubro de 2019 | 17:50   | Qualificação |
| 6 de outubro de 2019 | 19:15   | Final        |

Todos os horários estão no horário local (UTC+3)

## Resultados

### Qualificação
Qualificação: 6,75 m (Q) ou as 12 melhores performances (q). 
| Pos. | Grupo | Atleta                      | Nacionalidade            | Tentativa | Tentativa | Tentativa | Marca | Notas |
| Pos. | Grupo | Atleta                      | Nacionalidade            | 1         | 2         | 3         | Marca | Notas |
| ---- | ----- | --------------------------- | ------------------------ | --------- | --------- | --------- | ----- | ----- |
| 1    | B     | Malaika Mihambo             | Alemanha                 | 6.98      |           |           | 6.98  | Q     |
| 2    | A     | Ese Brume                   | Nigéria                  | 6.89      |           |           | 6.89  | Q     |
| 3    | A     | Tori Bowie                  | Estados Unidos           | 6.54      | 6.77      |           | 6.77  | Q     |
| 4    | B     | Maryna Bekh-Romanchuk       | Ucrânia                  | 6.69      | 6.74      | –         | 6.74  | q     |
| 5    | A     | Alina Rotaru                | Roménia                  | 6.57      | 6.31      | 6.72      | 6.72  | q     |
| 6    | B     | Abigail Irozuru             | Grã-Bretanha             | 6.66      | 6.70      | –         | 6.70  | q     |
| 7    | B     | Nastassia Mironchyk-Ivanova | Bielorrússia             | 6.41      | 6.69      | –         | 6.69  | q     |
| 8    | A     | Shara Proctor               | Grã-Bretanha             | 6.54      | 6.63      | –         | 6.63  | q     |
| 9    | A     | Brooke Stratton             | Austrália                | 6.43      | 6.58      | 6.43      | 6.58  | q     |
| 10   | A     | Chanice Porter              | Jamaica                  | 6.50      | 6.46      | 6.57      | 6.57  | q     |
| 11   | A     | Anasztázia Nguyen           | Hungria                  | 6.41      | x         | 6.54      | 6.54  | q     |
| 12   | B     | Sha'Keela Saunders          | Estados Unidos           | 6.35      | 6.27      | 6.53      | 6.53  | q     |
| 13   | A     | Brittney Reese              | Estados Unidos           | 6.44      | 6.43      | 6.52      | 6.52  |       |
| 14   | B     | Jasmine Todd                | Estados Unidos           | 6.51      | 6.50      | 6.07      | 6.51  |       |
| 15   | A     | Eliane Martins              | Brasil                   | x         | 6.25      | 6.50      | 6.50  |       |
| 16   | B     | Tissanna Hickling           | Jamaica                  | 6.35      | 6.49      | 6.22      | 6.49  |       |
| 17   | B     | Tilde Johansson             | Suécia                   | 6.34      | 6.48      | 6.48      | 6.48  |       |
| 18   | B     | Hilary Kpatcha              | França                   | 6.38      | x         | 6.47      | 6.47  |       |
| 19   | B     | Jazmin Sawyers              | Grã-Bretanha             | 6.45      | 6.46      | 6.45      | 6.46  |       |
| 20   | A     | Yanis David                 | França                   | 6.44      | 6.46      | x         | 6.46  |       |
| 21   | A     | Éloyse Lesueur-Aymonin      | França                   | 6.34      | 6.46      | 6.39      | 6.46  |       |
| 22   | A     | Chantel Malone              | Ilhas Virgens Britânicas | x         | 6.21      | 6.45      | 6.45  |       |
| 23   | B     | Petra Farkas                | Hungria                  | 6.08      | 6.44      | 6.20      | 6.44  |       |
| 24   | B     | Yelena Sokolova             | Atletas Neutros          | 6.21      | 6.43      | 6.39      | 6.43  |       |
| 25   | A     | Adriana Rodríguez           | Cuba                     | 6.39      | x         | 6.29      | 6.39  |       |
| 26   | B     | Maria Natalia Londa         | Indonésia                | 6.31      | 6.16      | 6.36      | 6.36  |       |
| 27   | A     | Taika Koilahti              | Finlândia                | 6.33      | 6.02      | 6.35      | 6.35  |       |
| 28   | B     | Tania Vicenzino             | Itália                   | 6.19      | x         | 6.23      | 6.23  |       |
| 29   | B     | Florentina Iusco            | Roménia                  | 6.22      | 6.21      | x         | 6.22  |       |
| 30   | A     | Nektaria Panagi             | Chipre                   | 6.10      | 6.21      | 6.19      | 6.21  |       |
| 31   | A     | Laura Strati                | Itália                   | x         | x         | 6.05      | 6.05  |       |

### Final
A final ocorreu dia 6 de outubro às 19:16. 
| Pos.              | Atleta                      | Nacionalidade  | Tentativa | Tentativa | Tentativa | Tentativa | Tentativa | Tentativa | Marca | Notas                |
| Pos.              | Atleta                      | Nacionalidade  | 1         | 2         | 3         | 4         | 5         | 6         | Marca | Notas                |
| ----------------- | --------------------------- | -------------- | --------- | --------- | --------- | --------- | --------- | --------- | ----- | -------------------- |
| Medalha de ouro   | Malaika Mihambo             | Alemanha       | 6.52      | x         | 7.30      | –         | 7.09      | 7.16      | 7.30  | Melhor marca do ano  |
| Medalha de prata  | Maryna Bekh-Romanchuk       | Ucrânia        | 6.81      | x         | 6.77      | x         | 6.92      | 6.72      | 6.92  | Recorde da temporada |
| Medalha de bronze | Ese Brume                   | Nigéria        | 6.83      | 6.91      | 6.90      | 6.87      | 6.84      | 6.45      | 6.91  |                      |
| 4                 | Tori Bowie                  | Estados Unidos | 6.61      | 6.49      | x         | 6.81      | 6.65      | 6.57      | 6.81  | Recorde da temporada |
| 5                 | Nastassia Mironchyk-Ivanova | Bielorrússia   | 6.53      | x         | 6.76      | 6.70      | 6.55      | 6.71      | 6.76  |                      |
| 6                 | Alina Rotaru                | Roménia        | 6.59      | 6.66      | 6.67      | x         | 6.71      | x         | 6.71  |                      |
| 7                 | Abigail Irozuru             | Grã-Bretanha   | 6.64      | x         | 6.59      | 6.59      | 6.60      | x         | 6.64  |                      |
| 8                 | Chanice Porter              | Jamaica        | 6.30      | 6.44      | 6.56      | 6.44      | 6.24      | 6.47      | 6.56  |                      |
| 9                 | Sha'Keela Saunders          | Estados Unidos | x         | 6.28      | 6.54      |           |           |           | 6.54  |                      |
| 10                | Brooke Stratton             | Austrália      | 6.46      | x         | 6.42      |           |           |           | 6.46  |                      |
| 11                | Shara Proctor               | Grã-Bretanha   | x         | 6.34      | 6.43      |           |           |           | 6.43  |                      |
| 12                | Anasztázia Nguyen           | Hungria        | x         | 6.26      | x         |           |           |           | 6.26  |                      |

Legenda
| Recorde mundial       | Recorde mundial (World record)               |                       | Recorde africano                      | Recorde africano (African) |                                           | Q | Classificado por posição (Qualified) |
| Recorde do campeonato | Recorde do campeonato (Championship record)  | Recorde da América    | Recorde da América (Americas)         | q                          | Classificado por melhor tempo (Qualified) |   |                                      |
| Melhor marca do ano   | Melhor marca do ano (World leading)          | Recorde asiático      | Recorde asiático (Asian)              | DNS                        | Não largou (Did not start)                |   |                                      |
| Recorde nacional      | Recorde nacional (National record)           | Recorde europeu       | Recorde europeu (European)            | DNF                        | Não terminou (Did not finish)             |   |                                      |
| Recorde pessoal       | Recorde pessoal do atleta (Personal best)    | Recorde da Oceania    | Recorde da Oceania (Oceania)          | DSQ / DQ                   | Desclassificado (Disqualified)            |   |                                      |
| Recorde da temporada  | Recorde da temporada do atleta (Season best) | Recorde sul-americano | Recorde sul-americano (South America) | NM                         | Sem marca (No mark)                       |   |                                      |